# Comedia screwball
La screwball comedy (comedia loca o comedia alocada) es un subgénero cinematográfico del género de la comedia romántica muy popular en Estados Unidos durante la Gran Depresión, que surgió a principios de los años 1930 y siguió predominando hasta finales de los 1940. Satirizaba las historias de amor tradicionales y  tiene características secundarias similares a las del cine negro. Se distingue por incluir un personaje femenino fuerte que domina la relación con el personaje central masculino, cuya masculinidad se pone en tela de juicio, y ambos se enzarzan en una humorística batalla entre los sexos. Combina el humor slapstick y los diálogos vívidos con una trama centrada en cuestiones de moralidad, como las rupturas, el divorcio, las segundas nupcias o el adulterio, e incluye diálogos rápidos, situaciones ridículas y tramas que involucran el noviazgo y el matrimonio y una clara intención de evadir al espectador. Muchas comedias screwball, además, hablan de conflictos entre clases sociales, como It Happened One Night (1934) o My Man Godfrey (1936). Algunas obras de teatro cómicas se engloban también dentro de este género. 
Lo que diferencia a la screwball comedy de la comedia romántica genérica es que «(...) pone el énfasis en una divertida parodia del amor, mientras que la comedia romántica más tradicional, en última instancia, pone el acento en el amor». Otros elementos que la caracterizan son el ritmo rápido, las réplicas ingeniosas, las situaciones de farsa, los temas escapistas, las batallas físicas entre los sexos, los disfraces, las mascaradas y líneas argumentales relacionadas con el noviazgo y el matrimonio.

## Historia
La screwball comedy ha resultado ser uno de los subgéneros cinematográficos más populares y duraderos. Ganó notoriedad en 1934 con It Happened One Night, que ha sido citada en muchas ocasiones como la auténtica primera screwball comedy. Muchos investigadores están de acuerdo en que su período clásico terminó en 1942, pero los elementos del género han persistido y pueden verse en el cine contemporáneo.
Durante la Gran Depresión, los espectadores demandaban películas con un alto contenido de crítica a las clases sociales pero que al mismo tiempo fuesen esperanzadoras y sirvieran de vía de escape. El formato screwball fue el resultado de los esfuerzos de los grandes estudios cinematográficos para evitar la censura, y estas comedias podían incorporar en la trama contenido adulto y elementos subidos de tono, como el sexo antes del matrimonio y el adulterio.
La screwball comedy tiene muchos puntos en común con la farsa teatral, y muchas obras cómicas son definidas también como screwball comedies. Algunos de los elementos de este cine se podían encontrar ya en Much Ado About Nothing, As You Like It y A Midsummer Night's Dream, de William Shakespeare, o en The Importance of Being Earnest, de Oscar Wilde. Otros géneros con elementos en común son la slapstick comedy (comedia física), la comedia de situación o la comedia romántica.

## Ejemplos notables de este género del periodo clásico

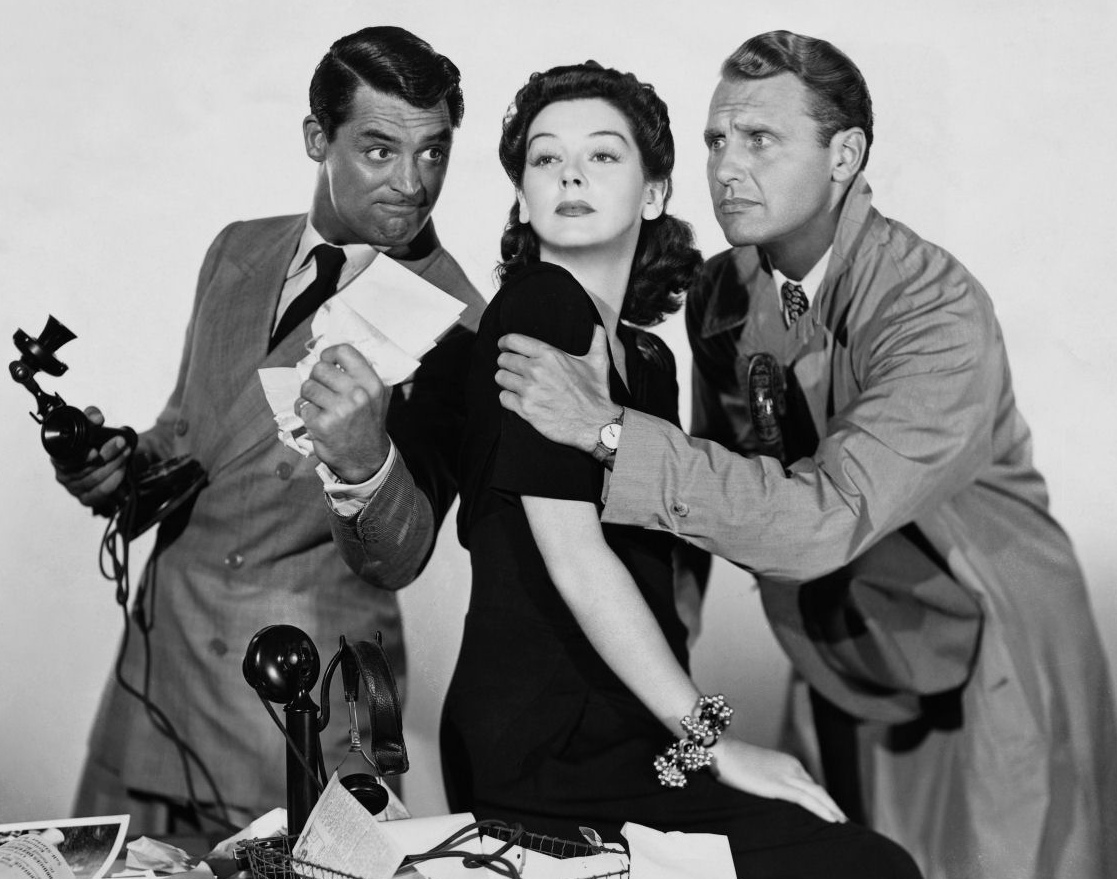
Fotografía publicitaria para la comedia screwball de 1940 His Girl Friday

- Un gran reportaje[3] (1931), dirigida por Lewis Milestone, protagonizada por Adolphe Menjou y Pat O'Brien. Es la primera de diversas versiones, como His Girl Friday.
- It Happened One Night[4][5] (1934), dirigida por Frank Capra, protagonizada por Clark Gable y Claudette Colbert.
- La comedia de la vida[3][5] (Twentieth Century, 1934), dirigida por Howard Hawks, protagonizada por John Barrymore y Carole Lombard.
- Al servicio de las damas / La porfiada Irene[4] (My Man Godfrey, 1936), dirigida por Gregory La Cava, protagonizada por William Powell y Carole Lombard.
- La pícara puritana / Terrible verdad[4][5] (The Awful Truth, 1937), dirigida por Leo McCarey, protagonizada por Irene Dunne y Cary Grant.
- La reina de Nueva York[4] (Nothing Sacred, 1937), dirigida por William A. Wellman, protagonizada por Carole Lombard y Fredric March.
- La adorable revoltosa / La fiera de mi niña[4] (Bringing Up Baby, 1938), dirigida por Howard Hawks, protagonizada por Katharine Hepburn y Cary Grant.
- Ayuno de amor / Luna nueva / Mi asistente favorita[4][5] (His Girl Friday, 1940), dirigida por Howard Hawks, protagonizada por Cary Grant y Rosalind Russell.
- Las tres noches de Eva[4][5] (The Lady Eve, 1941), dirigida por Preston Sturges, protagonizada por Barbara Stanwyck y Henry Fonda.
- Un marido rico[4] (The Palm Beach Story, 1942), dirigida por Preston Sturges, protagonizada por Claudette Colbert y Joel McCrea.
- El amor llamó dos veces (The More the Merrier, 1943), dirigida por George Stevens, protagonizada por Jean Arthur y Joel McCrea.

## Otras lecturas
- Hollywood Screwball Comedy 1934-1945: Sex, Love, and Democratic Ideals, Grégoire Halbout, 2022.

- Datos: Q248583
- Multimedia: Screwball comedy / Q248583